# Tordómar
Tordómar – gmina w Hiszpanii, w prowincji Burgos, w Kastylii i León, o powierzchni 30,06 km². W 2011 roku gmina liczyła 358 mieszkańców.